# (7237) Vickyhamilton
(7237) Vickyhamilton – planetoida z pasa głównego asteroid okrążająca Słońce w ciągu 4 lat i 51 dni w średniej odległości 2,58 j.a. Została odkryta 3 listopada 1988 roku w Toyota przez Kenzō Suzuki i Toshimasa Furutę. Nazwa planetoidy pochodzi od Victorii Hamilton (ur. 1971), amerykańskiej mineraolog planetarnej. Przed nadaniem nazwy planetoida nosiła oznaczenie tymczasowe (7237) 1988 VH.